# موس تكنولوجي 6502
موس تكنولوجي 6502 (بالإنجليزية: MOS Technology 6502)‏ هو معالج دقيق من نوع 8-بت، والذي صمم في عام1975م من قبل تشوك بيدل وبيل مينستش لتصبح واحدة من معاجات موس تكنولوجي. وعندما عرض لأول مرة، كان أرخص معالج دقيق في السوق كامل المواصفات لمستوى كبير ليصبح تكلفته 1/6 من سعر التصميمات المنافسة من قبل شركات أكبر مثل موتورولا وإنتل.

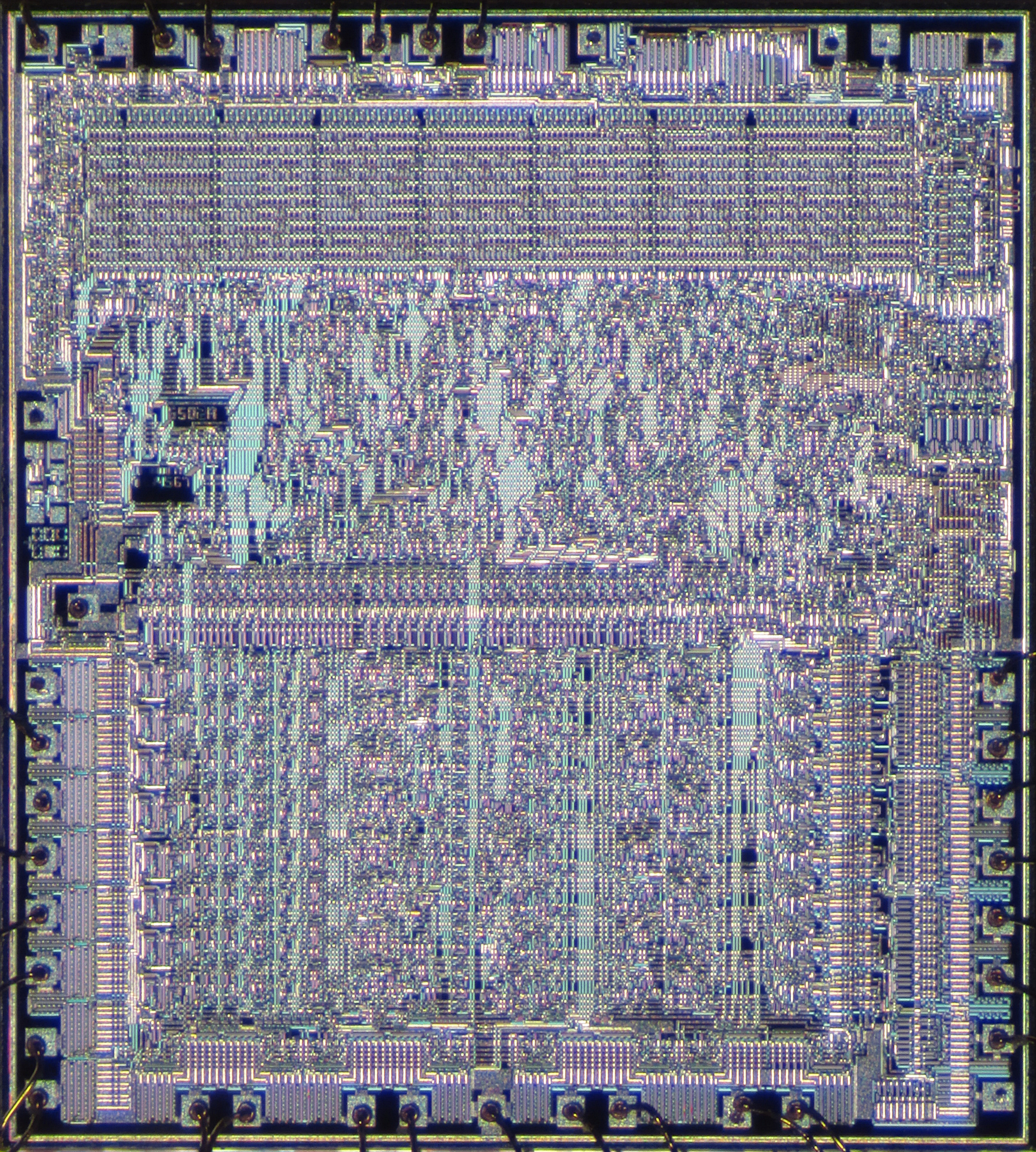
المعالج 6502 القسم المنتظم على اليسار هو تعليمات فك ترميز ROM والقسم العشوائي في الوسط هو منطق التحكم وعلى اليمين توجد سجل المعالج (أعلى) ووحدة الحساب والمنطق (أسفل). تكون ناقل البيانات بطول الجزء العلوي الأيمن وحافلة العنوان بطول اليمين واليسار السفلي.

## أجهزة الكمبيوتر والألعاب

أجهزة كمبيوتر منزلية وأجهزة ألعاب الفيديو التي تستخدام المعالج 6502 أو بدائلها
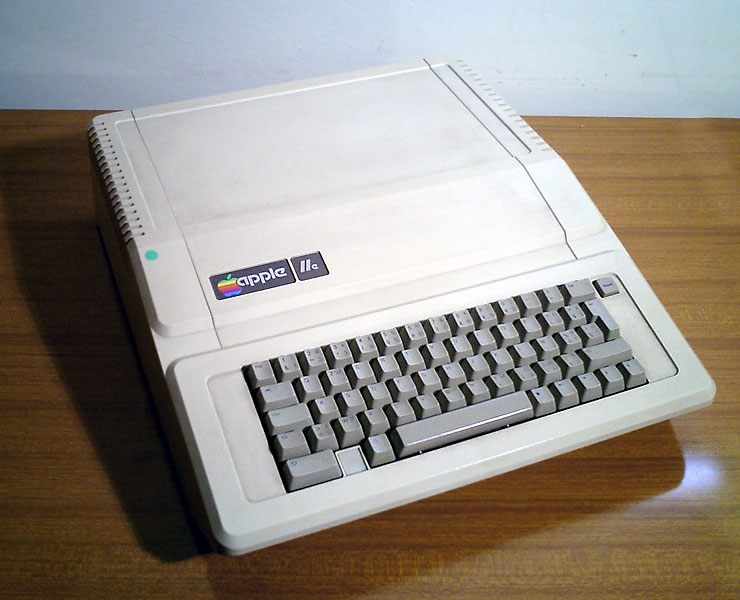
ابل آي آي إي
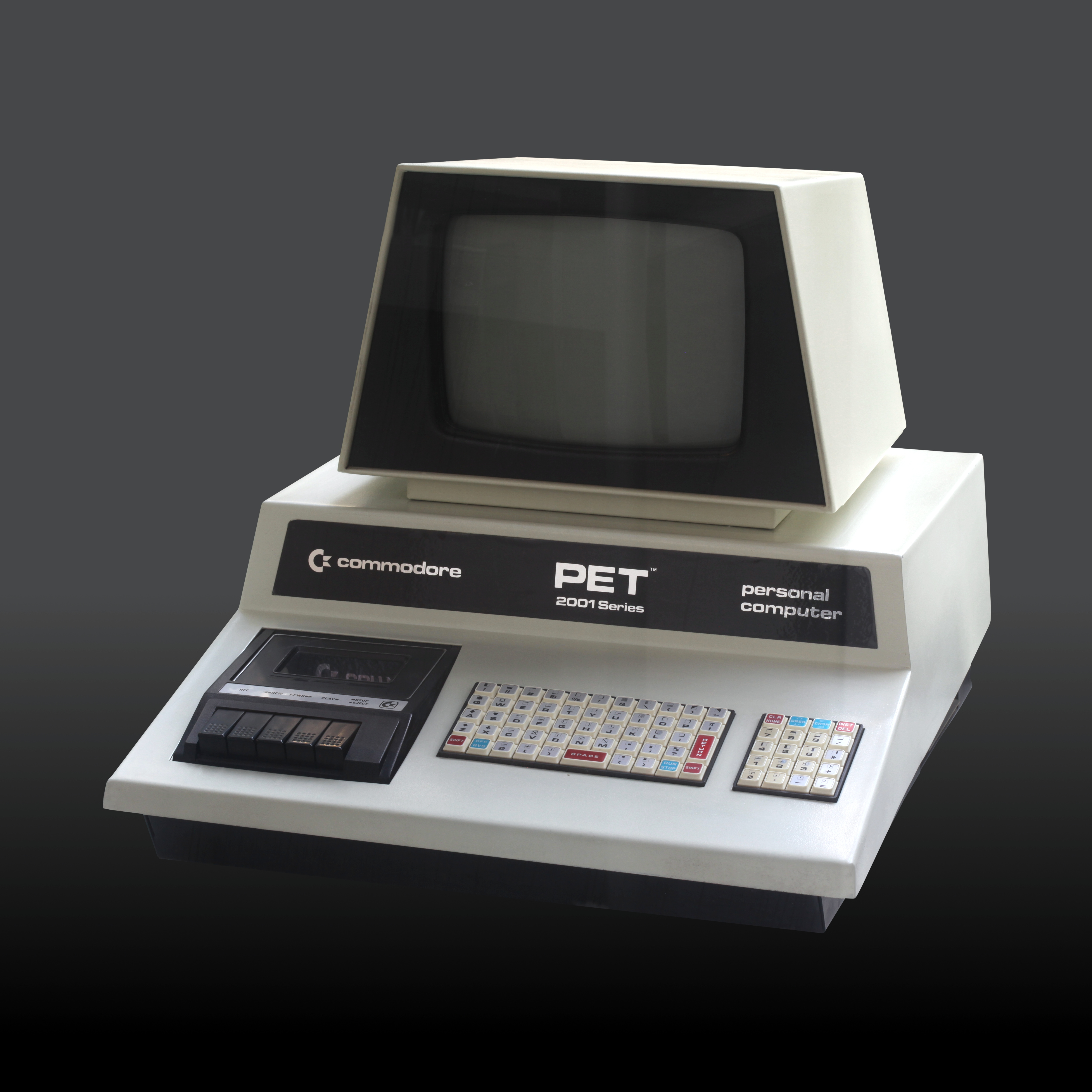
Commodore PET
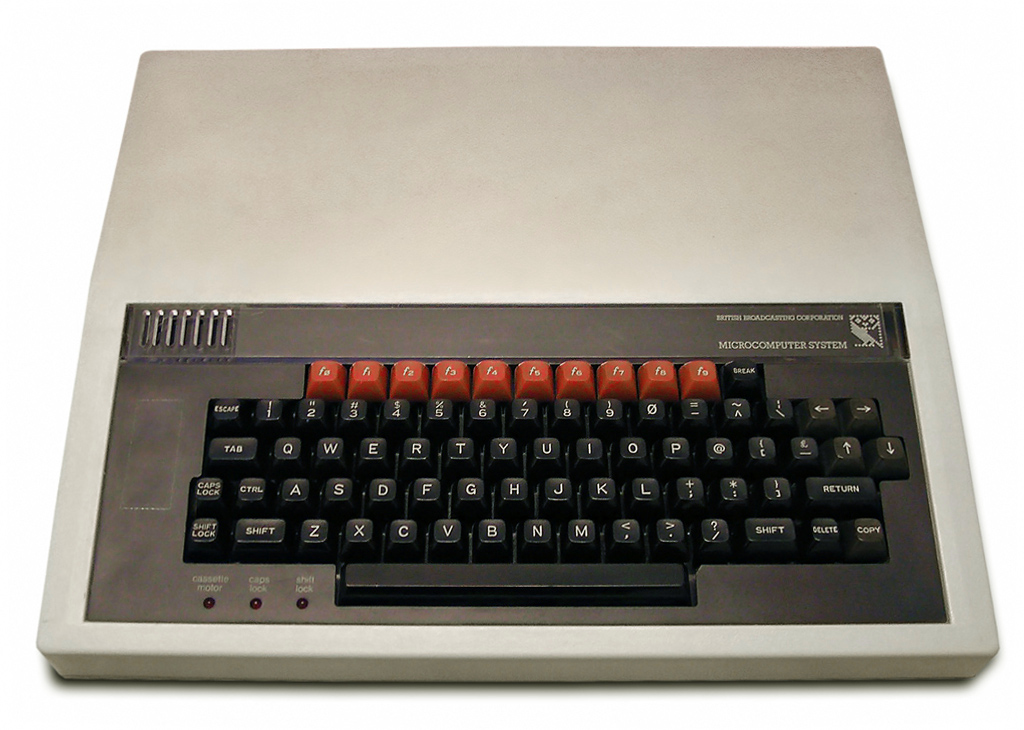
بي بي سي ميكرو
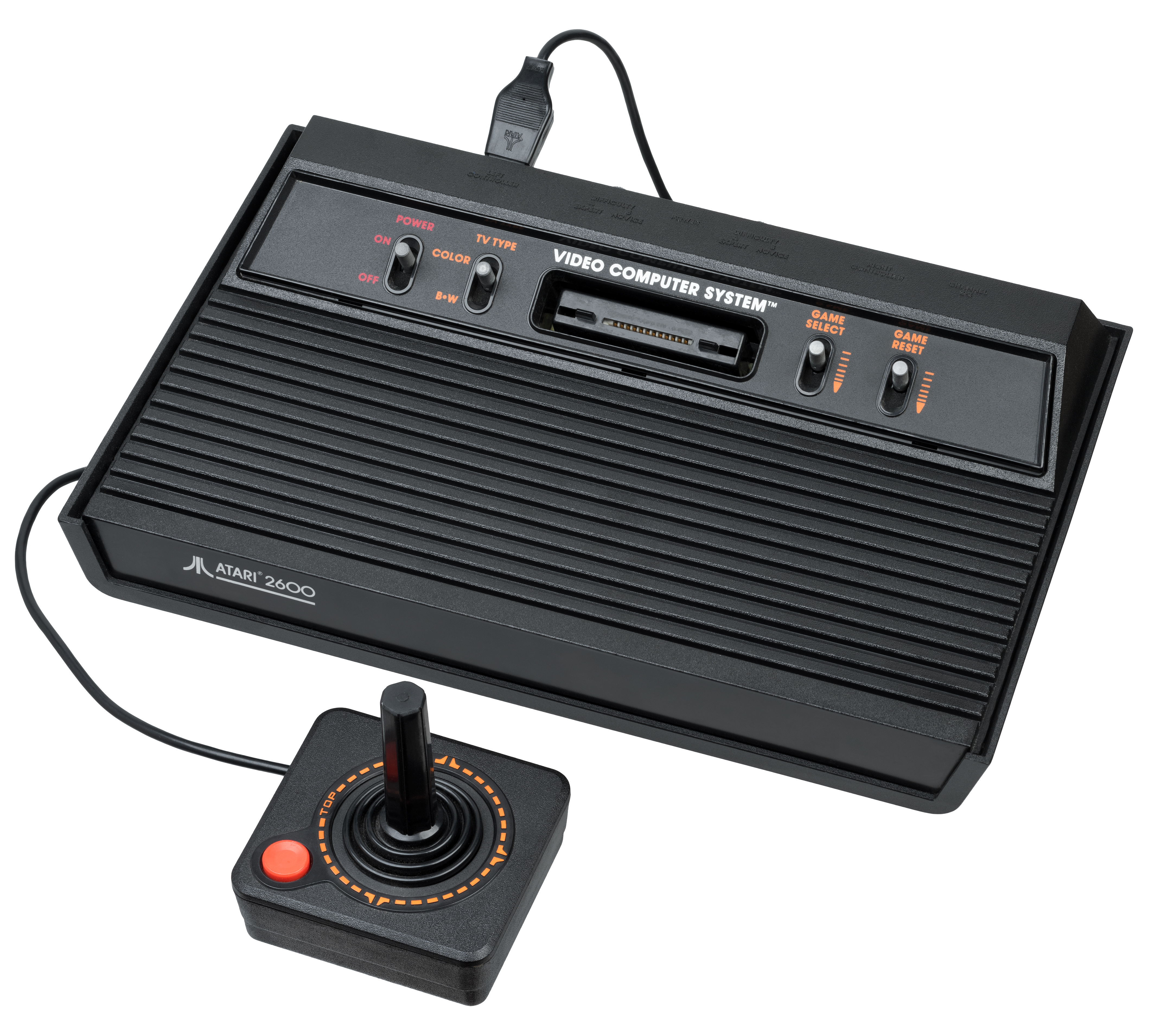
أتاري 2600
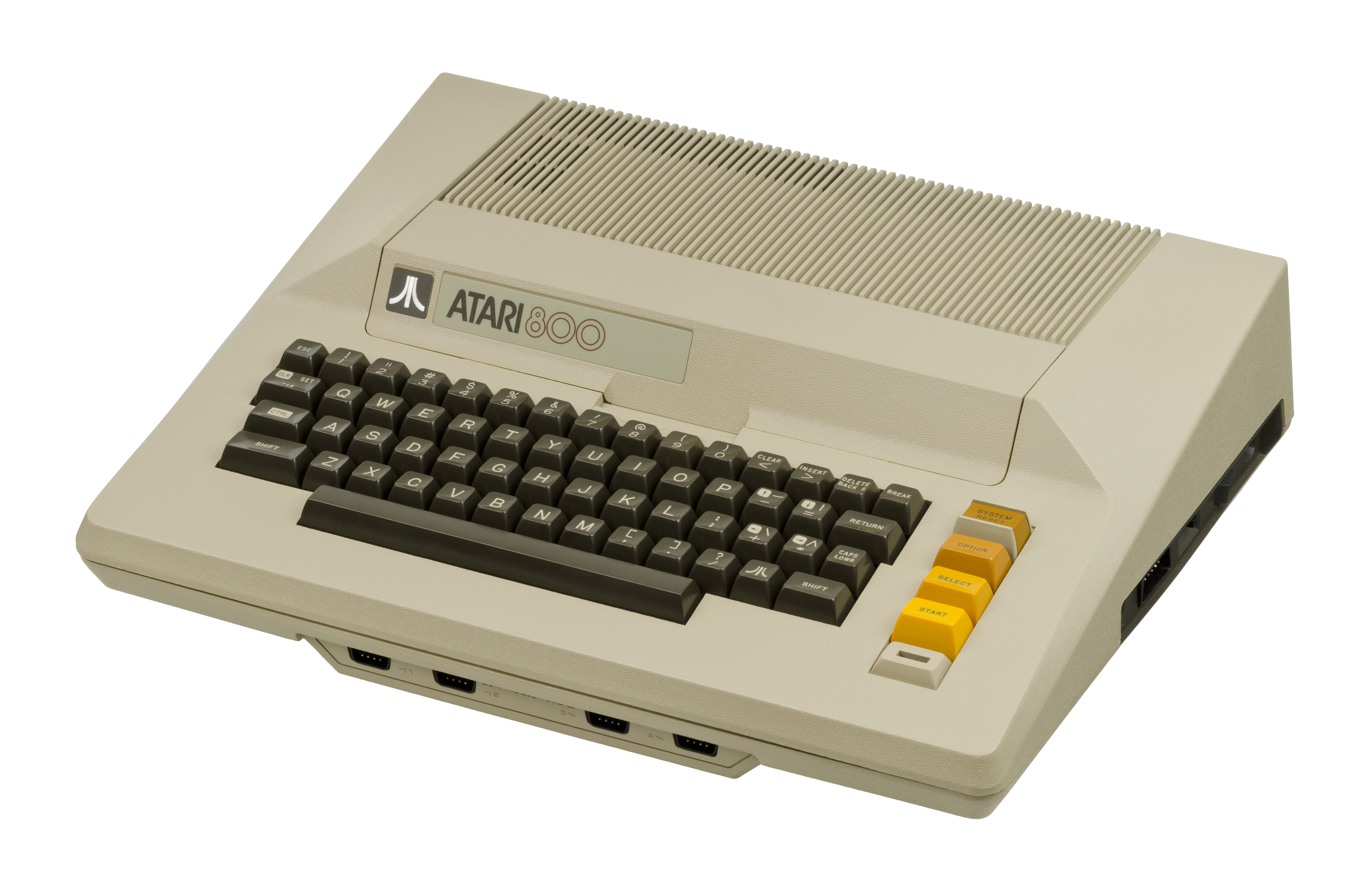
عائلة أتاري 8-بت
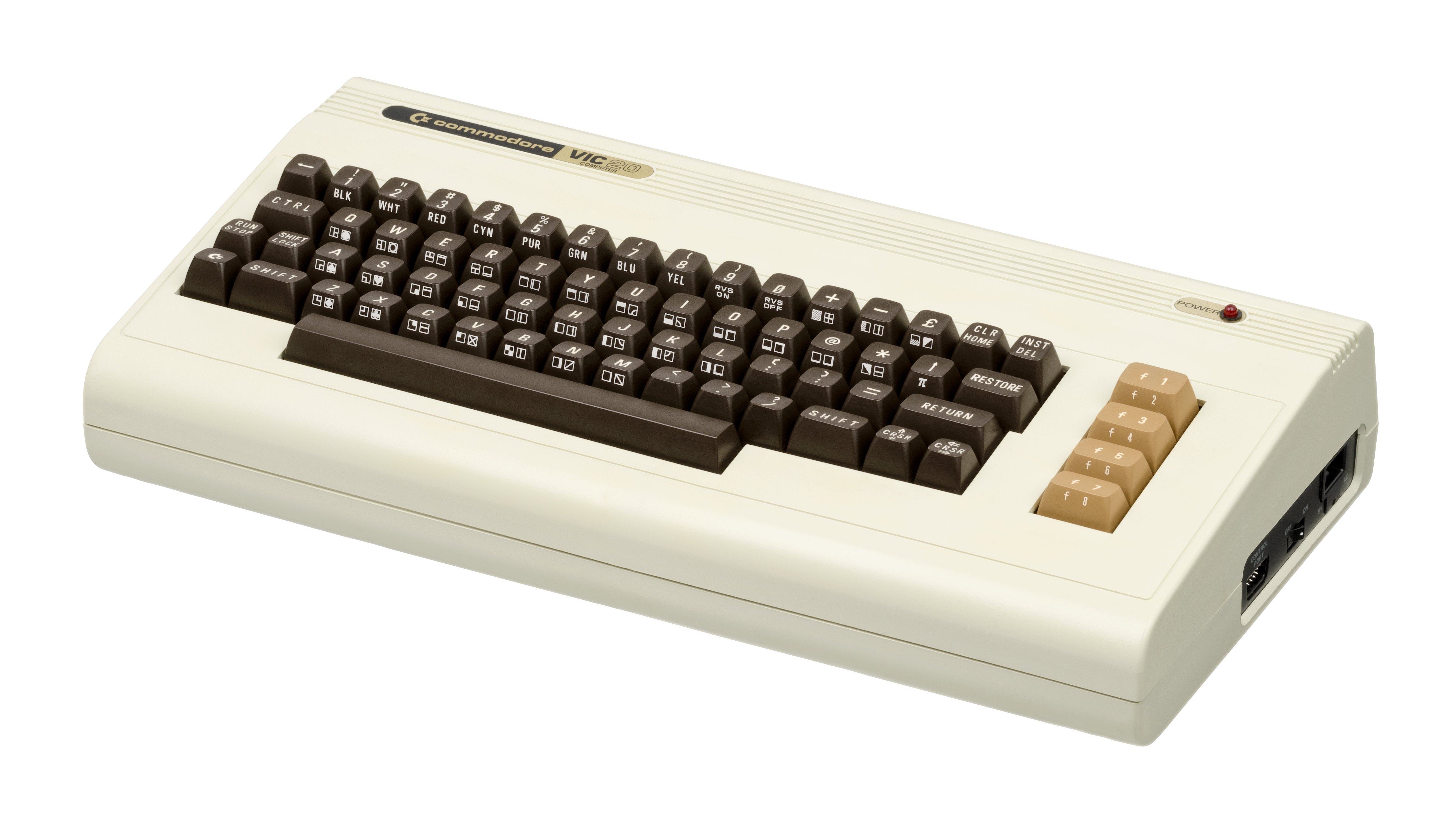
Commodore VIC-20
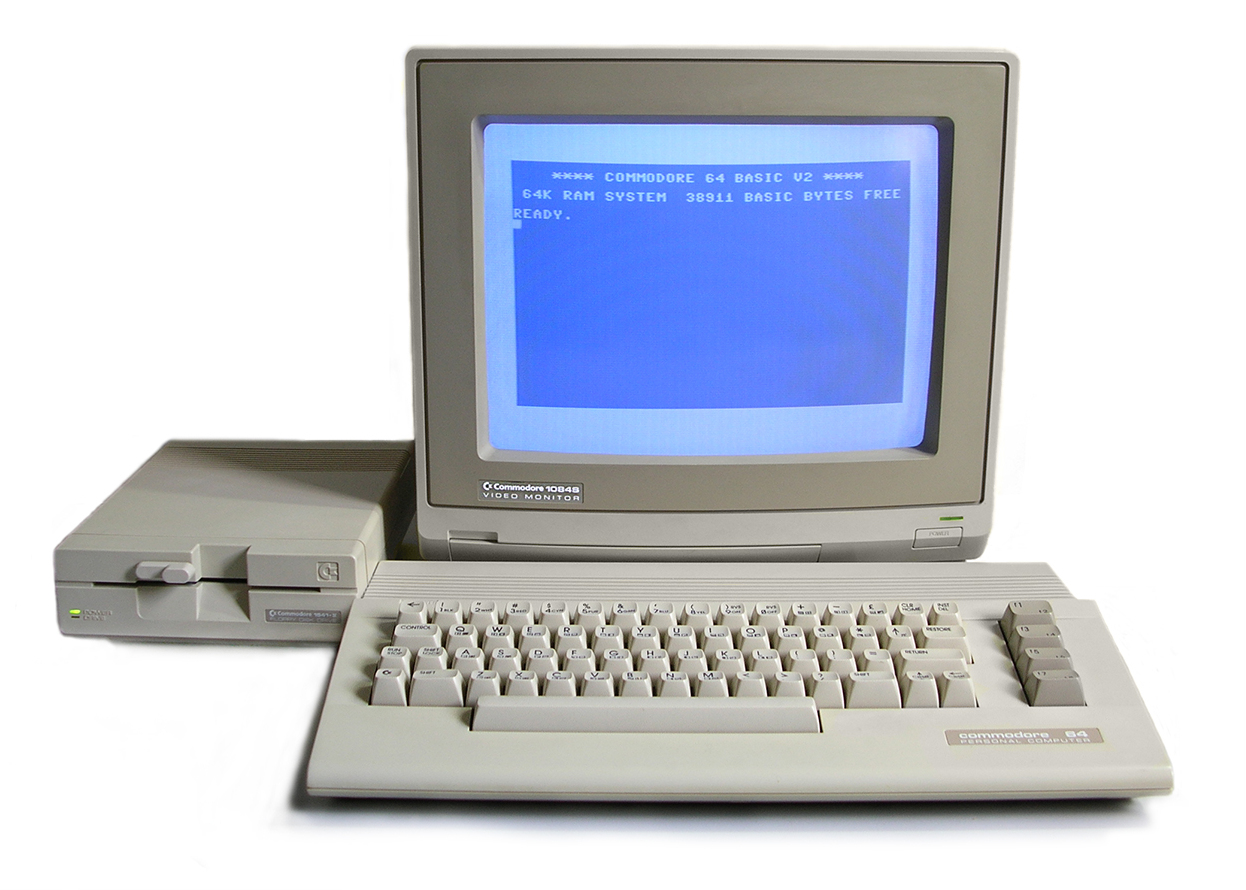
كومودور 64
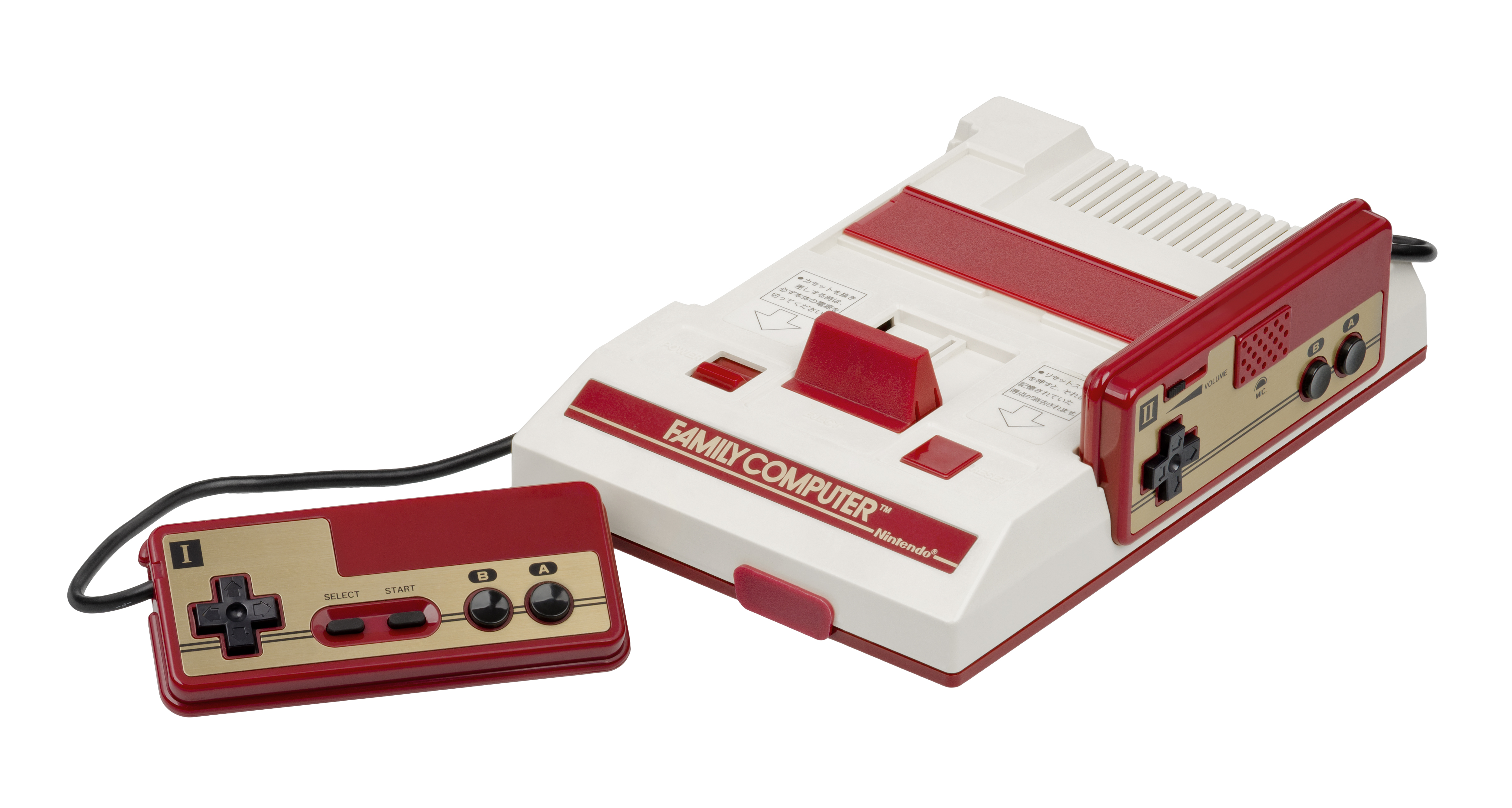
نينتندو إنترتينمنت سيستم
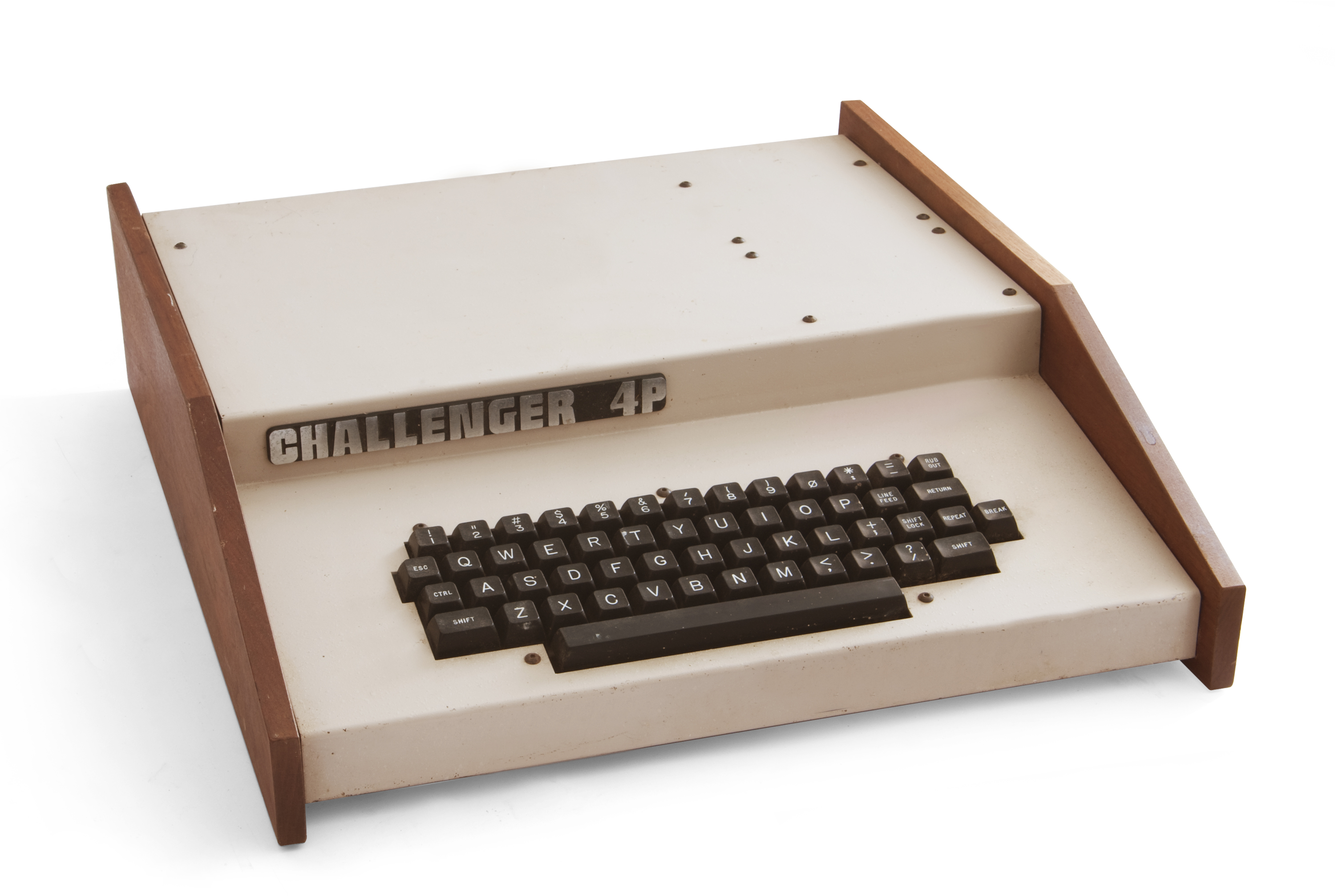
Ohio Scientific Challenger 4P  [لغات أخرى]‏
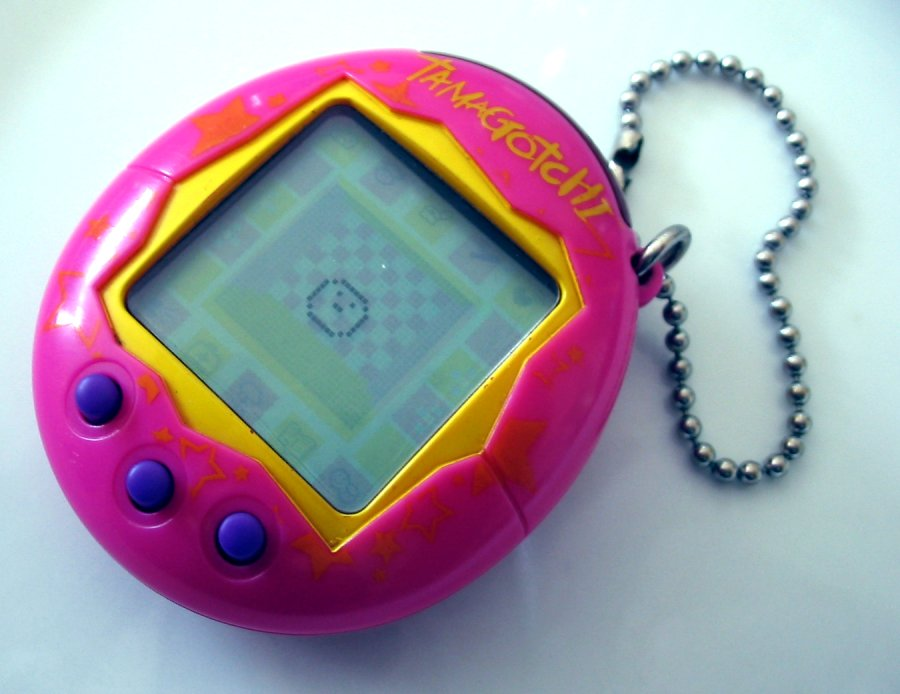
تماغوتشي
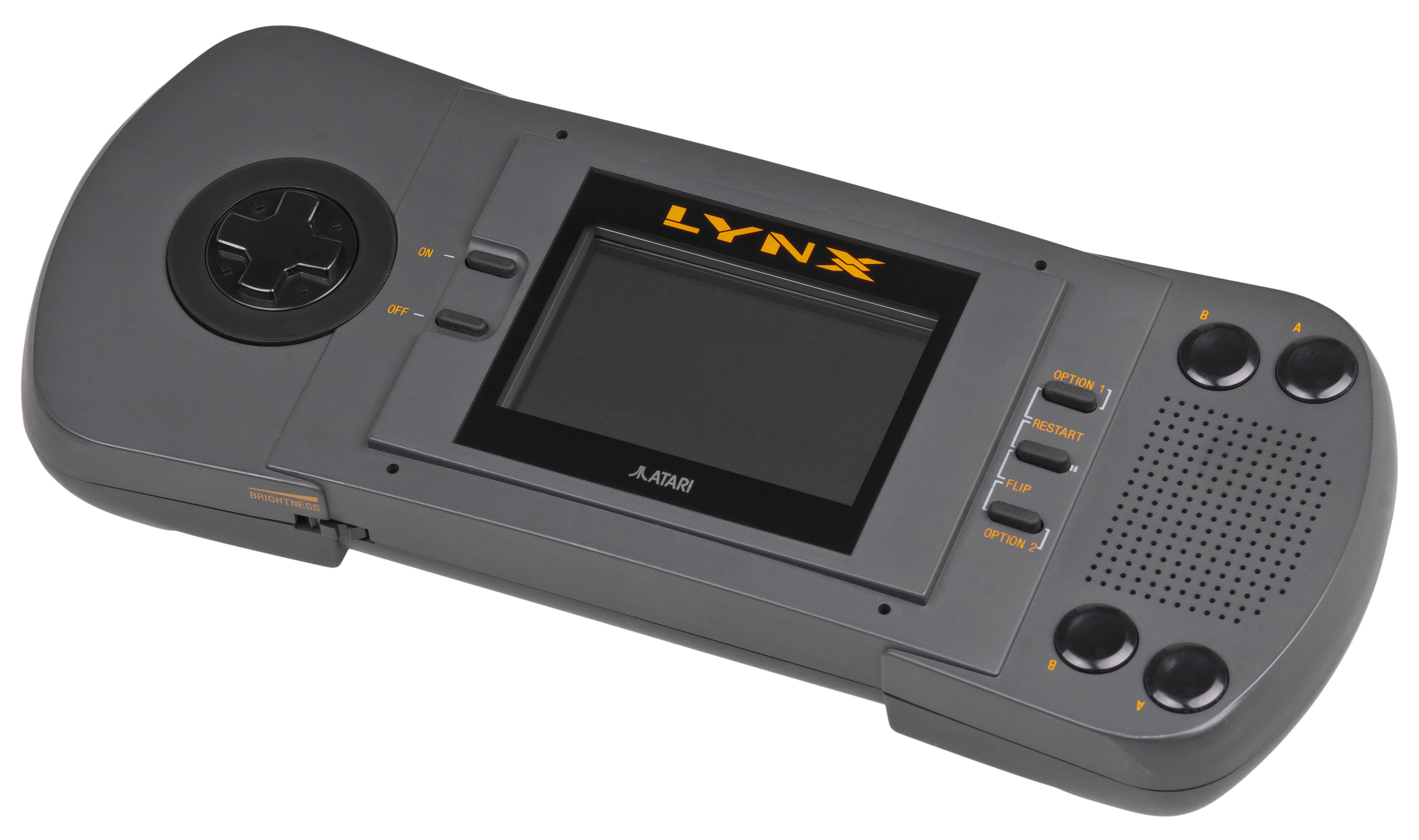
Atari Lynx
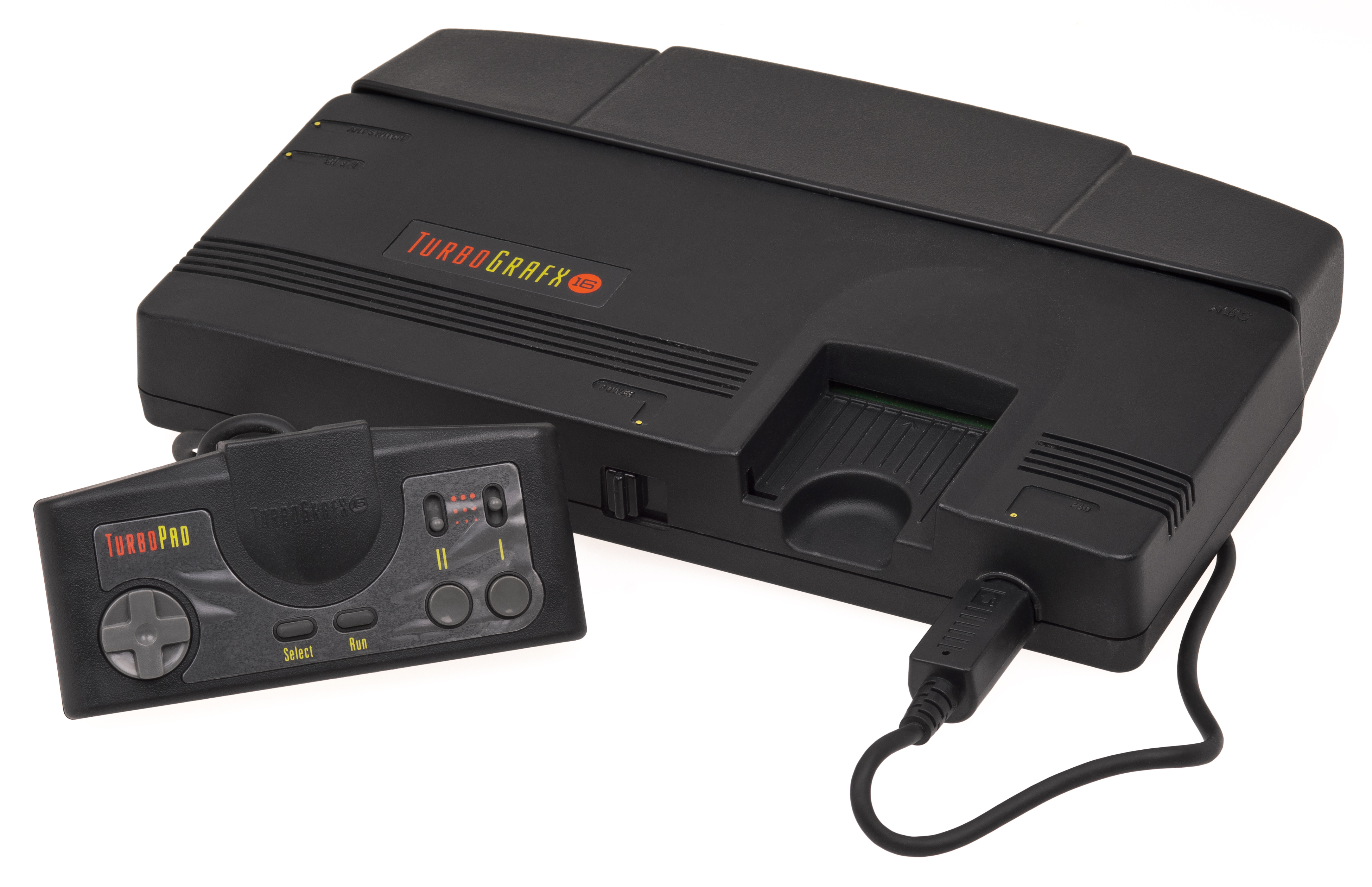
توربو غرافيكس-16